# TV Cidade (Nova Mutum)
TV Cidade é uma emissora de televisão brasileira sediada em Nova Mutum, cidade do estado de Mato Grosso. Opera no canal 7 (39 UHF digital) e é afiliada à Record. Fundada em 1.º de junho de 2009, pertence ao Grupo HMV de Comunicação.

## História
A TV Cidade entrou no ar em 1 de junho de 2009, sendo afiliada a RedeTV! e gerando diversos programas locais. A emissora foi a terceira estação de TV de Nova Mutum.
Em 2018, após a TV Arinos ter deixado a Record pelo SBT, a TV Cidade se tornou a nova afiliada da Record na cidade. No dia 24 de junho de 2020, a emissora iniciou suas transmissões digitais no canal (39 UHF) 7.1 HD.

## Programas
- Balanço Geral Nova Mutum
- Cidade Alerta Nova Mutum